# Tathra
Tathra là một thành phố duyên hải ở Bờ biển Sapphire trong vùng Bờ biển phía nam bang New South Wales, Úc, thuộc quận hạt Bega Valley. Thành phố Tathra có 1.622 cư dân.
Các điểm hấp dẫn gần thành phố là Cầu tàu Old Tathra, Vườn quốc gia Mimosa Rocks và Vườn quốc gia Bournda. Vườn quốc gia Mimosa Rocks bắt đầu từ đầu phía bắc của Bãi biển Tathra chạy lên phía bắc khoảng 16 km. Từ đường chính Tathra-Bermagui, có 5 đường dẫn tới vườn quốc gia này. Vườn quốc gia Bournda bắt đầu từ Vịnh Kianinny, ở đầu phía nam Tathra, trải dài xuống phía nam khoảng 13 km. Có một đường đi bộ tốt dọc theo bờ biển.
Sông Bega dài khoảng 3 km, chảy ra biển ở quãng đầu phía bắc của Bãi biển Tathra. Xa lộ Snowy Mountains Highway nối thành phố Tathra với thành phố Cooma qua Bega.

## Lịch sử

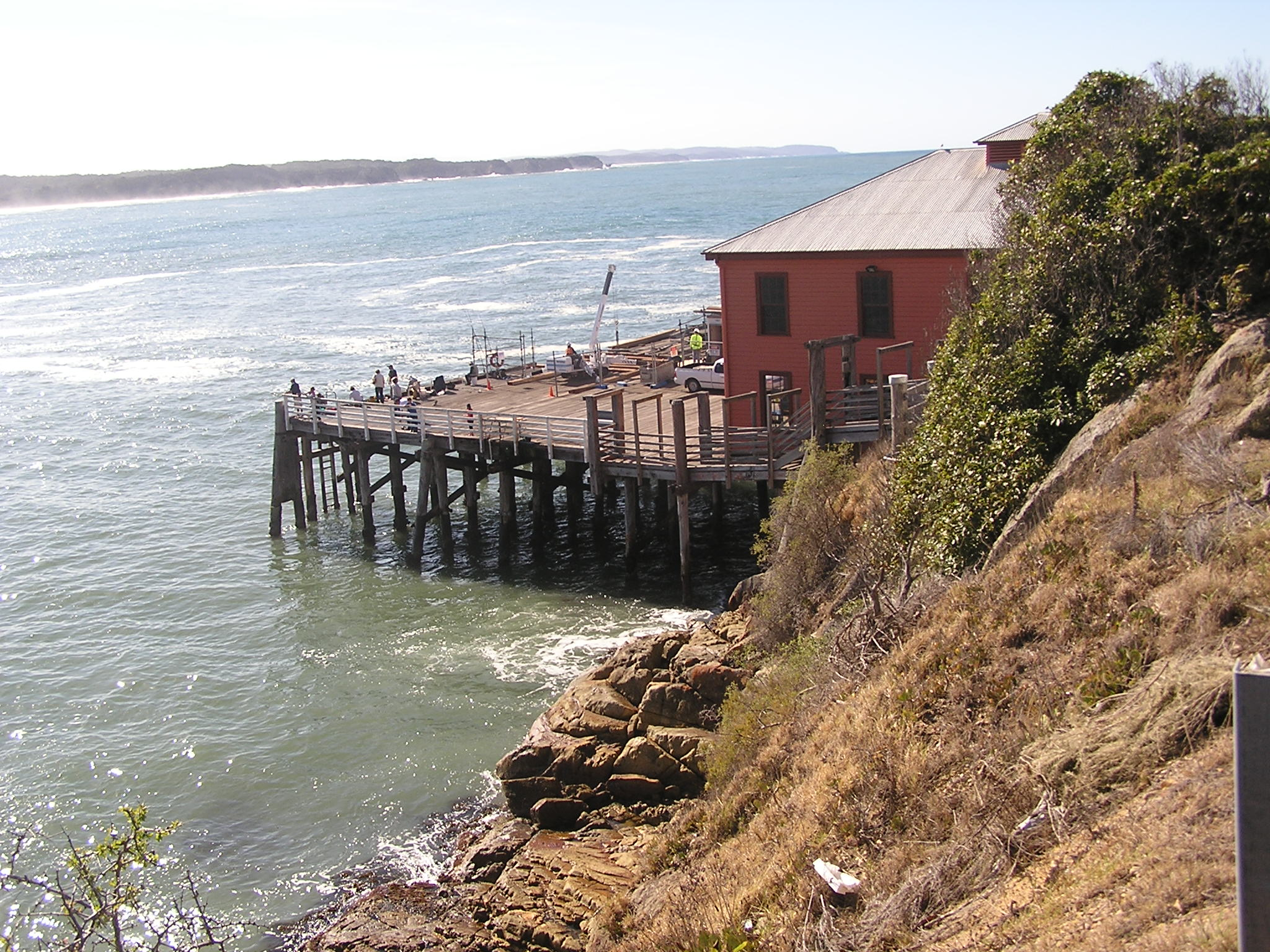
Tathra wharf

Khu vực Tathra được các người châu Âu tới định cư đầu tiên trong các thập niên 1820 và 1830, mặc dù thời đó khu vực này nằm ngoài giới hạn của khu định cư hợp pháp là Nineteen Counties. Một đê chắn sóng nhỏ được xây dựng ở Tathra vào đầu thế kỷ thứ 19. Trong các năm 1861-62, một cầu tàu lớn được xây dựng từ tiền do Quỹ của các chủ nông trại và Công ty Illawarra Steam Navigation Company tặng. Các tàu bắt đầu cập bến thường xuyên từ năm 1862. Cầu tàu này được dựng trên các cột chống trét nhựa thông, cắm trên các tảng đá vững chắc, ngày nay đã được Cơ quan National Trust xếp hạng.
Theo thổ ngữ, Tathra có thể có nghĩa là "xứ đẹp" hoặc "nơi của các mèo hoang".